# クロノアビーチバレー 最強チーム決定戦!
『クロノアビーチバレー 最強チーム決定戦!』（クロノアビーチバレー さいきょうチームけっていせん、海外版タイトル：Klonoa Beach Volleyball）は、2002年4月25日にナムコ（後のバンダイナムコエンターテインメント）より発売されたPlayStation用ビーチバレーゲームソフト。風のクロノアシリーズの一作。同シリーズのキャラクターがビーチバレーで対戦する。なお、本作はアメリカでは発売されていない。ナムコ発売元としてでは本作が最後のPlayStation用ソフトであった。
本作のキャラクターのボイスは架空言語のファントマイル語ではなく、日本語となっている。

## プレイヤーキャラクター
- クロノア（声：渡辺久美子）
- ロロ（声：川上とも子）
- ポプカ（声：水田わさび）
- チップル（声：芝原チヤコ）
- ハートムゥ（声：松岡由貴）
- レオリナ（声：渕崎ゆり子）
- タット（声：こおろぎさとみ）
- ジョーカー（声：志賀克也）
- ガンツ（声：櫻井孝宏）
- ガーレン（声：島香裕） - ガンツとガーレンは中ボスとしてコンビで登場。
- スーパーガーレン（声：島香裕）
- ナハトゥム（声：郷里大輔） - スーパーガーレンとナハトゥムは最終ボスとしてコンビで登場。